# Pool of Radiance: Ruins of Myth Drannor
Pool of Radiance: Ruins of Myth Dranor é um  RPG para PC baseado no mundo de Forgotten Realms, cenário da popular série de RPG de mesa Dungeons & Dragons, que atualmente está na versão 4, e publicado pela Ubisoft. Neste game, o jogador inicia com até quatro personagens, mas com o decorrer da partida, pode aumentar sua equipe para até seis personagens. É ambientado em Myth Drannor, uma cidade élfica de grande poder arcano.